# بنيامين هنريكس
بنيامين هنريكس (بالألمانية: Benjamin Henrichs)‏ (مواليد 23 فبراير 1997) هو لاعب كرة قدم ألماني يجيد اللعب في مركز خط الوسط ويلعب أيضًا كلاعب خط وسط مهاجم وظهير أيمن , ويلعب حاليًا لنادي باير ليفركوزن الألماني.

## مسيرته الكروية
لعب بنيامين هنريكس خلال مسيرته الاحترافية مع ناديين في ستة مواسم وسجل خلالها هدفًا واحدًا ضمن 97 مباراة. ولم يفز بأي موسم بالكأس أو بالدوري.
خاض بنيامين هنريكس مسيرته مع نادي باير 04 ليفركوزن في موسم 2015–16 ليلعب معه أربعة مواسم، مشاركًا في 62 مباراة ولم يسجل أي هدف. ثم انتقل إلى نادي موناكو في موسم 2018–19 ولمدة موسمين، حيث شارك في 35 مباراة سجل خلالها هدفًا واحدًا.

## روابط خارجية
- بنيامين هنريكس على موقع الاتحاد الدولي (مؤرشف)  (الإنجليزية)
- بنيامين هنريكس على موقع الاتحاد الأوربي (الإنجليزية)
- بنيامين هنريكس على موقع قاعدة بيانات كرة القدم.إي يو (الإنجليزية)
- بنيامين هنريكس على موقع بيانات كرة القدم. دي إي (الألمانية)
- بنيامين هنريكس على موقع ليكيب (الفرنسية)
- بنيامين هنريكس على موقع ناشيونال فوتبول تيمز (الإنجليزية)
- بنيامين هنريكس على موقع Soccerbase.com (لاعب) (الإنجليزية)
- بنيامين هنريكس على موقع Soccerway.com (الإنجليزية)
- بنيامين هنريكس على موقع عالم كرة القدم.نت (الإنجليزية)
- بنيامين هنريكس على موقع أوليمبيديا (الإنجليزية)
- Benjamin Henrichs